# Fernando Méndez (cyclisme)
Pour les articles homonymes, voir Fernando Méndez et Méndez.
Méndez  García est un nom espagnol. Le premier nom de famille, en général paternel, est Méndez ; le second, en général maternel, souvent omis, est García.
Fernando Augusto Méndez García, né le 7 novembre 1988, est un coureur cycliste uruguayen. Son petit frère Robert est également coureur cycliste.

## Biographie
En avril 2019, il s'impose sur la huitième étape du Tour d'Uruguay.

## Palmarès et résultats

### Palmarès par année
- 2007
  - Vuelta Ciclista de la Juventud
  - 2e étape des 500 Millas del Norte
- 2010
  - Apertura Federación de Maldonado
- 2011
  - 4e étape du Campeonato Invierno de Montevideo
  - 2e du Campeonato Invierno de Montevideo
- 2013
  - 1re étape de la Doble Melo-Treinta y Tres (contre-la-montre par équipes)
- 2015
  - 1re étape du Campeonato Invierno de Montevideo
- 2016
  - GP Redpagos
- 2017
  - Vuelta de Flores
  - Apertura Temporada del Uruguay
  - 3e de la Doble Melo-Treinta y Tres
- 2018
  - 6e étape de la Rutas de América
- 2019
  - 6ea étape de la Rutas de América
  - 8e étape du Tour d'Uruguay
  - Nocturna de Punta del Este
  - 2e de la Doble Melo-Treinta y Tres
- 2020
  - 2e et 3e étapes du Tour de San Carlos
  - Gran Premio Reynaldo Antúnez
- 2022
  - Vuelta a los Puentes del Santa Lucía
  - Vuelta de Colonia
  - 1re étape de la Doble Melo-Treinta y Tres
  - 3e du Tour de l'Uruguay
- 2023
  - 2e étape de la Fiesta del Pueblo de Treinta y Tres
  - 2e de la Fiesta del Pueblo de Treinta y Tres
  - 2e du championnat d'Uruguay sur route
  - 3e de la Vuelta a los Puentes del Santa Lucía

### Classements mondiaux
| Année                                 | 2011 | 2012 | 2013 | 2014 | 2015 | 2016 | 2017 | 2018 | 2019  | 2020 | 2021 | 2022  | 2023  |
| ------------------------------------- | ---- | ---- | ---- | ---- | ---- | ---- | ---- | ---- | ----- | ---- | ---- | ----- | ----- |
| Classement mondial                    |      |      |      |      |      | nc   | nc   | nc   | 2349e | nc   | nc   | 2511e | 1457e |
| UCI America Tour                      | 382e | nc   | nc   | nc   | nc   | nc   | nc   | nc   | 374e  | nc   | nc   | 429e  | nc    |
|                                       |      |      |      |      |      |      |      |      |       |      |      |       |       |
| Légende : nc = non classéSource : UCI |      |      |      |      |      |      |      |      |       |      |      |       |       |